# 孟獲
孟獲（？—？），三國時期益州建寧郡（以今曲靖市为中心的云南东部地区）人。蜀漢南方南中一帶豪強，曾加入雍闓的叛軍，後投降蜀漢，官至御史中丞。《三國志》中並未有其記載，見於《華陽國志》《漢晉春秋》《襄陽記》《資治通鑑》《通典》等。

## 生平
孟獲為南中豪強，祖先是汉族移民，因世居南中，深受當地人所信服。建兴元年（223年），益州郡大族雍闓因汉昭烈帝劉備逝世而反叛，孟獲亦被招攬。雍闓命孟獲到其他夷部煽動造反，成功令其他夷部加入。
225年，蜀汉丞相诸葛亮帅兵分三路南征，雍闓率部赴越巂郡（以今西昌市为中心的四川西南地区）援助当地叟帅（叟族部落）高定，但被高定部曲所殺。孟獲收集起雍闓的散兵，抵抗蜀漢的討伐軍。
諸葛亮想令孟獲心服口服，便將其七擒七縱，孟獲心悦诚服，決定投降，帶軍隊至滇池。蜀軍北歸，因諸葛亮“不留兵，不運糧”的政策，由孟獲負責管理南方，日後升任蜀漢的御史中丞。

## 民間藝術

### 三國演義
小說《三國演義》中，對孟獲有豐富的劇情描述，如將孟獲奉為蠻王；雍闓、朱褒、高定三人是孟獲之下；而當中大多數南中人物，還有祝融夫人、孟優、鄂煥、楊鋒、木鹿大王、朶思大王、帶來洞主、金環三結、董荼那、阿會喃、兀突骨、忙牙長等。這些獨特的人物與故事情節，可視為小說所創作，历史上几无记载。清朝张澍《诸葛忠武侯文集》记载了孟获妻祝融夫人及子孟虬，但史学界普遍不承认。明清代中后期以来，彝族民族意识崛起，称孟获的后裔长期与当地少数民族，特别是与彝族逐渐融合，被当作彝族的代表人物。

### 七擒孟獲
「七擒孟獲」一詞最早在《華陽國志》卷四《南中志》出現。
《三國志‧諸葛亮傳》注引《漢晉春秋》也有簡要的記載。雖然《三國志》正文並無其他紀錄，但裴松之的《三國志註》及司馬光的《資治通鑑》，都有將「七擒孟獲」載入書中，而且與《三國志》並無衝突或出現史料上的錯誤。

### 影視
- 1994年電視劇《三國演義》：胡战利

### 動漫遊戲
- 神魔之塔
- 三國演義
- 真三國無雙系列/無雙OROCHI系列（光榮公司開發，幸野善之配音）

### 漫畫
- 《异乡之草三国志连作集》